# Шиповиці
Шиповиці (пол. Szypowice) — село в Польщі, у гміні Крочиці Заверцянського повіту Сілезького воєводства.
Населення — 247 осіб (2011).
У 1975-1998 роках село належало до Ченстоховського воєводства.

## Демографія
Демографічна структура станом на 31 березня 2011 року:
|          | Загалом | Допрацездатний вік | Працездатний вік | Постпрацездатний вік |
| -------- | ------- | ------------------ | ---------------- | -------------------- |
| Чоловіки | 126     | 18                 | 91               | 17                   |
| Жінки    | 121     | 19                 | 69               | 33                   |
| Разом    | 247     | 37                 | 160              | 50                   |